# Hideyuki Imakura
Hideyuki Imakura (今倉 秀之, Imakura Hideyuki, Saitama, 3 juni 1972) is een Japans voormalig voetballer die als aanvaller speelde.

## Clubcarrière
In 1988 ging Imakura naar de Omiya Higashi High School, waar hij in het schoolteam voetbalde. Nadat hij in 1991 afstudeerde, ging Imakura spelen voor Mitsubishi Motors, de voorloper van Urawa Reds. Imakura beëindigde zijn spelersloopbaan in 1994.

## Statistieken

### J.League
| Seizoen | Club       | Competitie | J.League | J.League | J.League Cup | J.League Cup | Totaal | Totaal |
| Seizoen | Club       | Competitie | Wed.     | Dlp.     | Wed.         | Dlp.         | Wed.   | Dlp.   |
| ------- | ---------- | ---------- | -------- | -------- | ------------ | ------------ | ------ | ------ |
| 1992    | Urawa Reds | J1 League  | -        | -        | 0            | 0            | 0      | 0      |
| 1993    | Urawa Reds | J1 League  | 2        | 0        | 0            | 0            | 2      | 0      |
| 1994    | Urawa Reds | J1 League  | 0        | 0        | 0            | 0            | 0      | 0      |
| Totaal  | Totaal     | Totaal     | 2        | 0        | 0            | 0            | 2      | 0      |